# Rund um den Finanzplatz Eschborn-Frankfurt 2010
Rund um den Finanzplatz Eschborn-Frankfurt 2010 war die 49. Austragung des Frankfurter Radklassikers, der in diesem Jahr zum ersten Mal diesem Namen trug. Das Radrennen fand traditionell am 1. Mai statt und zählte zur UCI Europe Tour 2010, wo es in der höchsten Kategorie 1.HC eingestuft war. Das Rennen wurde in Eschborn gestartet und führte anschließend durch den Taunus. Aufgrund von Straßenschäden konnte in diesem Jahr allerdings nicht wie üblich der Feldberg überquert werden, sondern es musste schon vor Erreichen des Gipfels abgebogen werden. Das Ziel wurde nach 201,7 Kilometern in Frankfurt an der Alten Oper erreicht. Sieger wurde Fabian Wegmann, der sich im Schlusssprint vor Geert Verheyen und Bert Scheirlinckx den Rennsieg sicherte.

## Teilnehmer
An dem Radrennen nahmen mit Team Milram, HTC-Columbia, Rabobank und Katjuscha vier ProTeams teil. Außerdem nahmen die Professional Continental Teams ISD-Neri, Topsport Vlaanderen, Landbouwkrediet, Vacansoleil, Vorarlberg-Corratec, Skil-Shimano, Saur-Sojasun und CCC Polsat teil. Weiterhin waren die Continental Teams Kuota-Indeland, Nutrixxion, LKT Brandenburg, Heizomat, NetApp und Seven Stones am Start.
Zu den Favoriten zählten der Vorjahressieger Fabian Wegmann, der Vorjahresdritte Christian Knees und Linus Gerdemann von Milram, Tony Martin von HTC-Columbia, Filippo Pozzato von Katjuscha und Bram Tankink von Rabobank. Für einen Massensprint wurden André Greipel von HTC-Columbia und Robbie McEwen von Katjuscha favorisiert.

## Rennergebnis
| Platz                                                 | Fahrer              | Team                         | Zeit         |
| ----------------------------------------------------- | ------------------- | ---------------------------- | ------------ |
| 1                                                     | Fabian Wegmann      | Team Milram                  | 4:53:22 h    |
| 2                                                     | Geert Verheyen      | Landbouwkrediet              | gleiche Zeit |
| 3                                                     | Bert Scheirlinckx   | Landbouwkrediet              | gleiche Zeit |
| 4                                                     | Marco Marcato       | Vacansoleil Pro Cycling Team | gleiche Zeit |
| 5                                                     | Luca Mazzanti       | Katjuscha                    | gleiche Zeit |
| 6                                                     | Guillaume Levarlet  | Saur-Sojasun                 | gleiche Zeit |
| 7                                                     | Carlo Scognamiglio  | ISD-Neri                     | gleiche Zeit |
| 8                                                     | Dirk Bellemakers    | Landbouwkrediet              | gleiche Zeit |
| 8                                                     | Wout Poels          | Vacansoleil Pro Cycling Team | gleiche Zeit |
| 10                                                    | Simon Geschke       | Skil-Shimano                 | gleiche Zeit |
| 11                                                    | Thomas De Gendt     | Topsport Vlaanderen-Mercator | gleiche Zeit |
| 12                                                    | Nick Nuyens         | Rabobank                     | gleiche Zeit |
| 13                                                    | Sébastien Delfosse  | Landbouwkrediet              | gleiche Zeit |
| 14                                                    | Dimitri Claeys      | Team NetApp                  | gleiche Zeit |
| 15                                                    | Jérôme Coppel       | Saur-Sojasun                 | gleiche Zeit |
| 16                                                    | Alexander Gottfried | Team NetApp                  | gleiche Zeit |
| 17                                                    | Andreas Schillinger | Team NetApp                  | gleiche Zeit |
| 18                                                    | Jean-Marc Marino    | Saur-Sojasun                 | gleiche Zeit |
| 19                                                    | Johan Coenen        | Topsport Vlaanderen-Mercator | gleiche Zeit |
| 20                                                    | Bram Tankink        | Rabobank                     | gleiche Zeit |
| 21                                                    | Julien Simon        | Saur-Sojasun                 | gleiche Zeit |
| 22                                                    | Jegor Silin         | Katjuscha                    | gleiche Zeit |
| 23                                                    | Jewgeni Petrow      | Katjuscha                    | +0:05 min    |
| 24                                                    | Adrian Honkisz      | CCC Polsat Polkowice         | gleiche Zeit |
| 25                                                    | Christian Knees     | Team Milram                  | gleiche Zeit |
| 26                                                    | Matteo Carrara      | Vacansoleil Pro Cycling Team | gleiche Zeit |
| 27                                                    | Brice Feillu        | Vacansoleil Pro Cycling Team | gleiche Zeit |
| 28                                                    | Niki Terpstra       | Team Milram                  | +1:07 min    |
| Die übrigen 110 Teilnehmer erreichten nicht das Ziel. |                     |                              |              |